# 里斯本猶太會堂
里斯本猶太會堂（葡萄牙語：Synagogue Shaaré Tikvah，意為「希望之門猶太會堂」）是葡萄牙首都里斯本的一座猶太會堂，位於聖安東尼奧堂區。

## 歷史

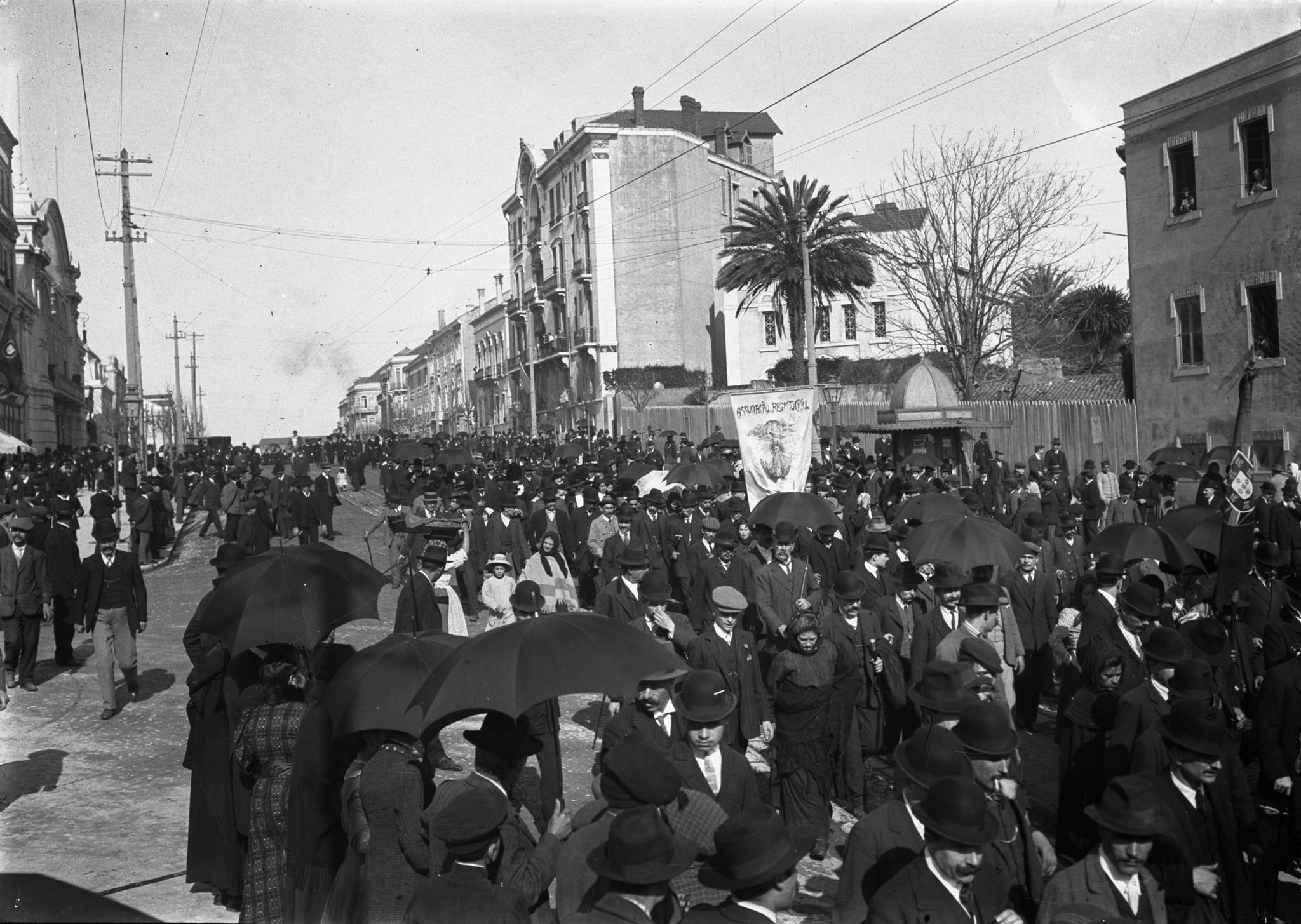
特奧菲洛·布拉加支持者的遊行隊伍途徑猶太會堂所在地

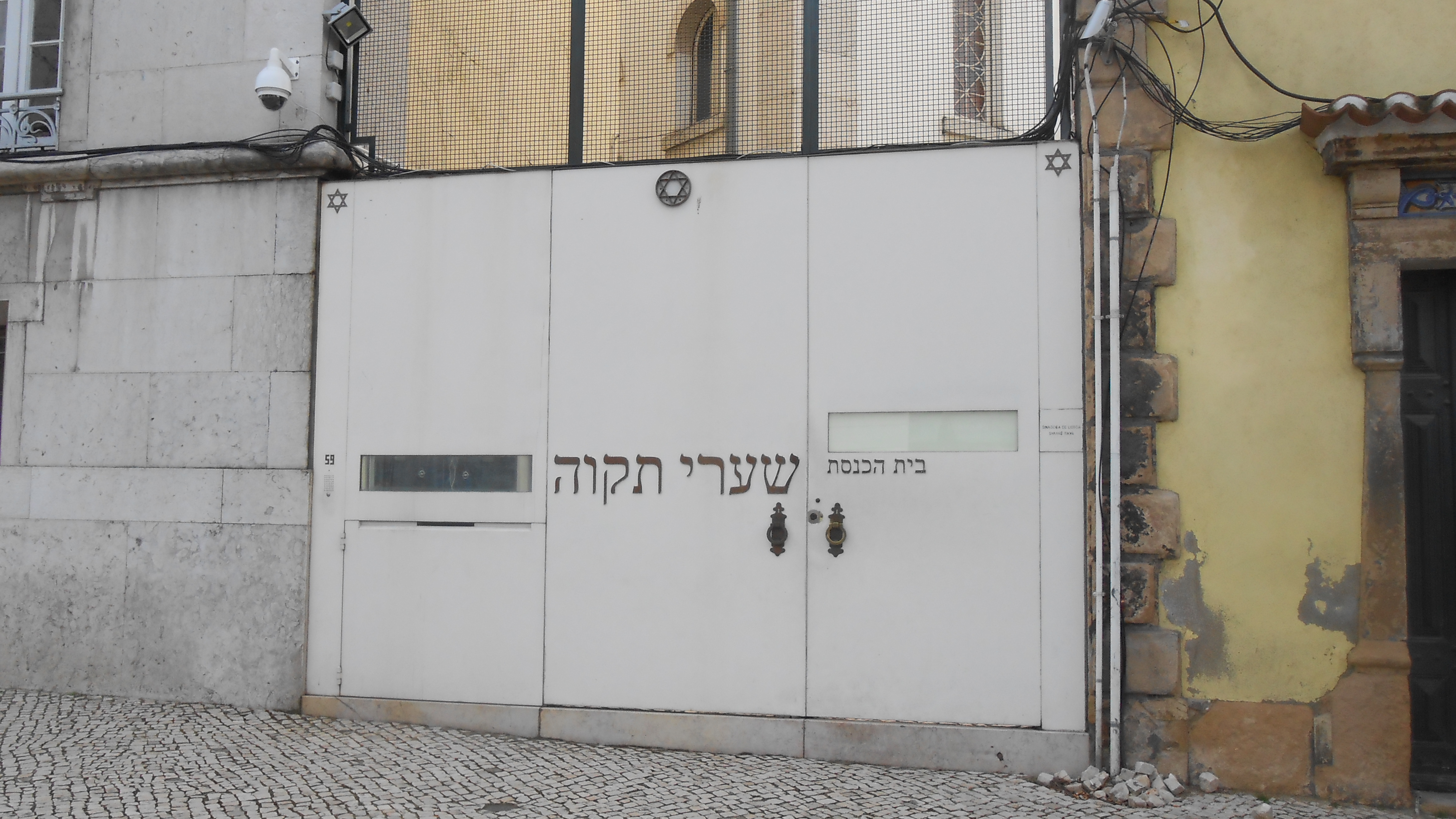
猶太會堂的入口

里斯本至少自中世紀開始就已經有猶太人社區，但曼努埃尔一世在1497年要求猶太人必須改宗基督教或離開葡萄牙後，當地的猶太人社區遭到嚴重打擊。里斯本所有的猶太會堂都被國王沒收，並改由基督教使用。改宗天主教的猶太人則被稱為新基督徒。1536年葡萄牙宗教裁判所的成立意味著猶太人在葡萄牙面臨永久性危險。這一情況直到19世紀初期葡萄牙宗教裁判所被廢除才有改變。來自摩洛哥和直布羅陀的塞法迪猶太人（大多是商人）開始移民至里斯本和葡萄牙其它地區。在整個19世紀，里斯本的猶太社區沒有正式的猶太會堂，因此只能在自己的住宅中慶祝宗教儀式。
猶太會堂最初的工程開始於19世紀，但面臨得到葡萄牙君主正式承認這一困難。1897年3月4日，修建猶太會堂的請求正式提出，並在10月12日將這一請求送往倫敦和马普托。里斯本的猶太人社區還成立了一個委員會研究會堂的建築。
1901年8月23日，猶太人正式購買位於亞歷山大·赫庫拉諾路（Rua Alexandre Herculano）沿線的土地。1902年，這塊土地被贈送給里斯本以色列人委員會。建築計劃由米蓋爾·文圖拉·泰拉制定。該計劃令猶太會堂可以容納400位男性和200位男性舉行宗教活動。5月25日，猶太會堂舉辦奠基式。這座猶太會堂在1904年5月18日竣工，成為15世紀後期以來葡萄牙的第一座猶太會堂。
1940年，猶太會堂設立了一個委員會，為修復屋頂籌集資金，並在1948年重建屋頂。建築家卡洛斯·拉莫斯（Carlos Ramos）制定了修復猶太會堂的計劃。1949年5月，猶太會堂重新開放。巴黎首席拉比雅各布·卡普蘭（Jacob Kaplan）出席了重開儀式。
1995年12月，里斯本猶太會堂被列入葡萄牙遺產。
2004年12月，里斯本猶太會堂迎來其建築百年誕辰。葡萄牙總統沈拜奧和以色列塞法迪猶太人資深拉比什洛莫·阿馬爾出席了儀式。

## 建築

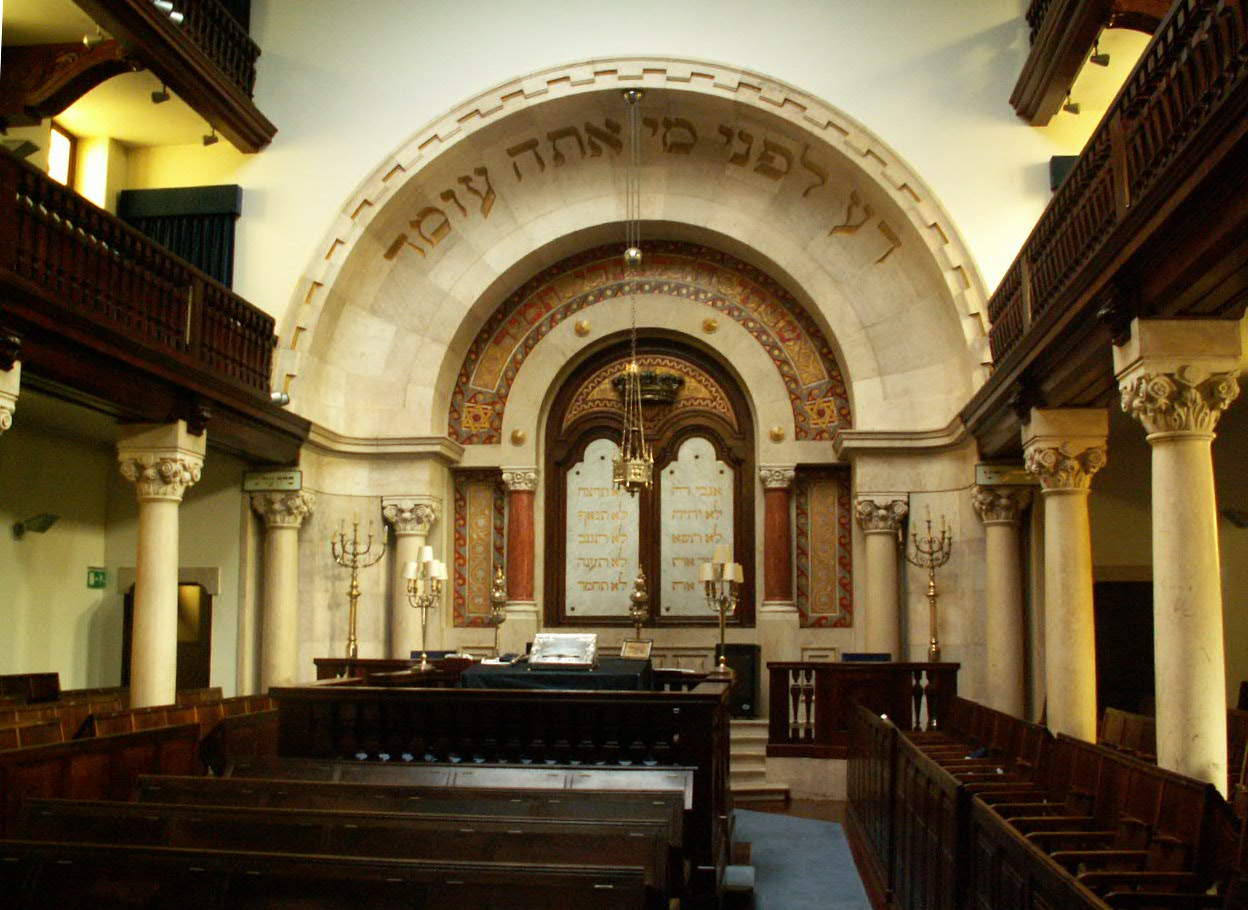
里斯本猶太會堂的內部。一層是男性的祈禱空間，女性則在上層祈禱。

這座猶太會堂地處市區，隱藏在柵欄和牆壁後。由於19世紀的葡萄牙法律禁止非天主教的宗教建築正立面面向街道，因此會堂的主立面朝向內部的院子。
文圖拉的設計風格融合了拜占庭復興式建築和羅曼復興式建築。猶太會堂外觀呈長方形，外觀對稱，為東西朝向，並朝向耶路撒冷。盥洗室和洗禮池位於會堂的地下部分。會堂的中央部分有三層，中央部分和側部由柱子及畫廊分開。男性的禮拜場所位於中央，女性的禮拜場所則在上層走廊。

### 腳註
1. 1 2 3 4  Leite, Sílvia, IGESPAR , 编, , Lisbon, Portugal: IGESPAR - Instituto Gestão do Patrimonio Arquitectónico e Arqueológico, 2007-10-24  [2016-01-31] （葡萄牙语）
2. 1 2 3 4 5 6 7 8 9 10 11 12 13 14 15 16 17  Silveira, Ângelo; Gomes, Seabra, SIPA , 编, , Lisbon, Portugal: SIPA – Sistema de Informação para o Património Arquitectónico, 2001  [2016-01-31], （原始内容存档于2016-02-01） （葡萄牙语）

### 書籍
- Almeida, Pedro Vieira de,  XIV, Lisbon, Portugal: 74–81 （葡萄牙语）
- Alves, Francisco Manuel, , Bragança, Portugal: IX–CXIV, 1981 （葡萄牙语）
- Amzalak, Moses Bensabat, , Lisbon, Portugal, 1954 （葡萄牙语）
- Anacleto, R.,  X: 36/37/126–128 （葡萄牙语）
- , Lisbon, Portugal: Assembleia da República, 2009 （葡萄牙语）
- Balesteros, Carmen; Oliveira, Jorge de, ,  (3): 123–147, 1993 （葡萄牙语）
- , São Paulo, Brazil, 1991 （葡萄牙语）
- , Lisbon, Portugal: Difusora bíblica, 1994 （葡萄牙语）
- Eliade, Mirceia,  2, Paris, France, 1978
- França, José Augusto,  II, Lisbon, Portugal, 1966 （葡萄牙语）
- ,  VI, Lisbon, Portugal: Ediclube （葡萄牙语）
- ,  VI, Lisbon, Portugal: Ediclube （葡萄牙语）
- ,  VI, Lisbon, Portugal: Ediclube （葡萄牙语）
- ,  VI, Lisbon, Portugal: Ediclube （葡萄牙语）
- Keen, Michael E., , London, England, 1991
- (191) Série II, Lisbon, Portugal, 1909 （葡萄牙语）
- Levine, Lee I.,  IV, Jerusalem, Israel: 1420, 1993
- Levy, Sam, , Santana, Francisco; Sucena, Eduardo  (编), , Lisbon, Portugal, 1994 （葡萄牙语）
- Lopez Alvarez, Ana Maria; Palomares Plaza, Santyago,  (169): 44–55, 1995 （葡萄牙语）
- Meyer, Kayserling, , São Paulo, Brazil, 1971 （葡萄牙语）
- (12), Lisbon, Portugal: DGEMN, 2000 （葡萄牙语）
- (16), Lisbon, Portugal: DGEMN, 2001 （葡萄牙语）
- (19), Lisbon, Portugal: DGEMN, 2002 （葡萄牙语）
- (23), Lisbon, Portugal: DGEMN, 2005 （葡萄牙语）
- Rehpeld, Walter, , São Paulo, Brazil, 1986 （葡萄牙语）
- Remédios, J. Mendes dos, ,  2, Coimbra, Portugal, 1928 （葡萄牙语）
- (97), Lisbon, Portugal, 1903 （葡萄牙语）
- Unterman, Alen, , London, England, 1991 （葡萄牙语）